# Johnny Claes
Octave John „Johnny” Claes (ur. 11 sierpnia 1916 w Fulham, zm. 3 lutego 1956 w Brukseli) – belgijski kierowca wyścigowy.

## Wyniki w Formule 1
| Legenda oznaczeń w tabelach wyników Wyświetl szablon na nowej stronie | Legenda oznaczeń w tabelach wyników Wyświetl szablon na nowej stronie                                                                     |
| Oznaczenie                                                            | Wyjaśnienie |
| --------------------------------------------------------------------- | --- |
| Złoty                                                                 | Zwycięzca lub mistrzostwo |
| Srebrny                                                               | 2. miejsce lub wicemistrzostwo |
| Brązowy                                                               | 3. miejsce lub II wicemistrzostwo |
| Zielony                                                               | Ukończył, punktował (w klasyfikacji generalnej, gdy zdobył co najmniej jeden punkt na przestrzeni sezonu, poza trzema powyższymi opcjami) |
| Niebieski                                                             | Ukończył, nie punktował (w klasyfikacji generalnej, gdy nie zdobył co najmniej jednego punktu na przestrzeni sezonu)                      |
| Czerwony                                                              | Nie zakwalifikował się (NZ) |
| Czerwony                                                              | Nie prekwalifikował się (NPK) |
| Różowy                                                                | Nie ukończył (NU) |
| Różowy                                                                | Niesklasyfikowany (NS) (w klasyfikacji generalnej, gdy nie został sklasyfikowany w żadnym wyścigu sezonu)                                 |
| Czarny                                                                | Zdyskwalifikowany (DK) |
| Czarny                                                                | Wykluczony (WYK/EX) |
| Biały                                                                 | Nie wystartował (NW) |
| Biały                                                                 | Kontuzjowany (K/INJ) |
| Biały                                                                 | Wyścig odwołany (OD/C) |
| Bez koloru                                                            | Został wycofany (WYC/WD) |
| Bez koloru                                                            | Nie przybył (NP/DNA) |
| Bez koloru                                                            | Nie brał udziału w treningach (NT/DNP) |
| Bez koloru                                                            | Nie został zgłoszony (–) |
| Pogrubienie                                                           | Start z pole position |
| Kursywa                                                               | Najszybsze okrążenie wyścigu |
| †                                                                     | Nie ukończył, ale jego rezultat został zaliczony ze względu na przejechanie więcej niż 90% dystansu wyścigu.                              |
| *                                                                     | Sezon w trakcie |
| 1/2/3                                                                 | Punktowana pozycja w sprincie kwalifikacyjnym                                                                                             |
| Lista systemów punktacji Formuły 1                                    | |

| Rok  | Zespół                    | Bolid               | Silnik           | Wyniki w poszczególnych eliminacjach | Wyniki w poszczególnych eliminacjach | Wyniki w poszczególnych eliminacjach | Wyniki w poszczególnych eliminacjach | Wyniki w poszczególnych eliminacjach | Wyniki w poszczególnych eliminacjach | Wyniki w poszczególnych eliminacjach | Wyniki w poszczególnych eliminacjach | Wyniki w poszczególnych eliminacjach | Pozycja | Punkty |
| ---- | ------------------------- | ------------------- | ---------------- | ------------------------------------ | ------------------------------------ | ------------------------------------ | ------------------------------------ | ------------------------------------ | ------------------------------------ | ------------------------------------ | ------------------------------------ | ------------------------------------ | ------- | ------ |
| 1950 | Écurie Belge              | Talbot-Lago T26C    | Talbot L6        | GBR                                  | MON                                  | 500                                  | SWI                                  | BEL                                  | FRA                                  | ITA                                  |                                      |                                      | NS      | 0      |
| 1950 | Écurie Belge              | Talbot-Lago T26C    | Talbot L6        | 11                                   | 7                                    | –                                    | 10                                   | 8                                    | NU                                   | NU                                   |                                      |                                      | NS      | 0      |
| 1951 | Écurie Belge              | Talbot-Lago T26C-DA | Talbot L6        | SWI                                  | 500                                  | BEL                                  | FRA                                  | GBR                                  | GER                                  | ITA                                  | ESP                                  |                                      | NS      | 0      |
| 1951 | Écurie Belge              | Talbot-Lago T26C-DA | Talbot L6        | 13                                   | –                                    | 7                                    | NU                                   | 13                                   | 11                                   | NU                                   | NU                                   |                                      | NS      | 0      |
| 1952 | Equipe Gordini            | Gordini T16         | Gordini L6       | SWI                                  | 500                                  | BEL                                  | FRA                                  | GBR                                  | GER                                  | HOL                                  | ITA                                  |                                      | NS      | 0      |
| 1952 | Equipe Gordini            | Gordini T16         | Gordini L6       | 8                                    |                                      |                                      |                                      |                                      |                                      |                                      |                                      |                                      | NS      | 0      |
| 1952 | Écurie Belge              | Simca-Gordini T15   | Simca-Gordini L4 |                                      |                                      |                                      |                                      |                                      |                                      |                                      |                                      |                                      | NS      | 0      |
| 1952 | Écurie Belge              | Simca-Gordini T15   | Simca-Gordini L4 |                                      |                                      |                                      | NU                                   | 14                                   |                                      |                                      |                                      |                                      | NS      | 0      |
| 1952 | HW Motors                 | HWM 52              | Alta L4          |                                      |                                      |                                      |                                      |                                      |                                      |                                      |                                      |                                      | NS      | 0      |
| 1952 | HW Motors                 | HWM 52              | Alta L4          |                                      |                                      |                                      |                                      |                                      | 10                                   | –                                    |                                      |                                      | NS      | 0      |
| 1952 | Vicomtesse de Walckiers   | Simca-Gordini T15   | Simca-Gordini L4 |                                      |                                      |                                      |                                      |                                      |                                      |                                      |                                      |                                      | NS      | 0      |
| 1952 | Vicomtesse de Walckiers   | Simca-Gordini T15   | Simca-Gordini L4 |                                      |                                      |                                      | NZ                                   |                                      |                                      |                                      |                                      |                                      | NS      | 0      |
| 1953 | Écurie Belge              | Connaught Type A    | Lea-Francis L4   | ARG                                  | 500                                  | HOL                                  | BEL                                  | FRA                                  | GBR                                  | GER                                  | SWI                                  | ITA                                  | NS      | 0      |
| 1953 | Écurie Belge              | Connaught Type A    | Lea-Francis L4   | –                                    | –                                    | NU                                   |                                      | 12                                   | –                                    | NU                                   | –                                    | NU                                   | NS      | 0      |
| 1953 | Officine Alfieri Maserati | Maserati A6GCM      | Maserati L6      |                                      |                                      |                                      |                                      |                                      |                                      |                                      |                                      |                                      | NS      | 0      |
| 1953 | Officine Alfieri Maserati | Maserati A6GCM      | Maserati L6      | NU                                   |                                      |                                      |                                      |                                      |                                      |                                      |                                      |                                      | NS      | 0      |
| 1955 | Stirling Moss Ltd.        | Maserati 250F       | Maserati L6      | ARG                                  | MON                                  | 500                                  | BEL                                  | HOL                                  | GBR                                  | ITA                                  |                                      |                                      | NS      | 0      |
| 1955 | Stirling Moss Ltd.        | Maserati 250F       | Maserati L6      | –                                    | –                                    | –                                    | NW                                   |                                      |                                      |                                      |                                      |                                      | NS      | 0      |
| 1955 | Ecurie Nationale Belge    | Ferrari 500         | Ferrari L4       |                                      |                                      |                                      |                                      |                                      |                                      |                                      |                                      |                                      | NS      | 0      |
| 1955 | Ecurie Nationale Belge    | Ferrari 500         | Ferrari L4       |                                      |                                      |                                      |                                      | 11                                   | –                                    | –                                    |                                      |                                      | NS      | 0      |